# Traité de Lunéville

Gains territoriaux de la France confirmés à Lunéville en 1801.

Le traité de Lunéville est un traité international signé à proximité du château de Lunéville le 9 février 1801 (20 pluviôse de l'an IX) entre Joseph Bonaparte, représentant la République française, et le comte Louis de Cobentzel, représentant l'Autriche.

## Contexte historique
Le traité fait suite aux victoires de Napoléon à Marengo (14 juin 1800), de Moreau à Hohenlinden le 3 décembre de la même année, et de Brune en Italie d'où s'ensuit l'armistice de Trévise avec les Autrichiens le 15 janvier 1801. Il marque la fin de la Deuxième Coalition. Un an plus tard, les Britanniques doivent signer la paix d'Amiens (mars 1802).

## Teneur

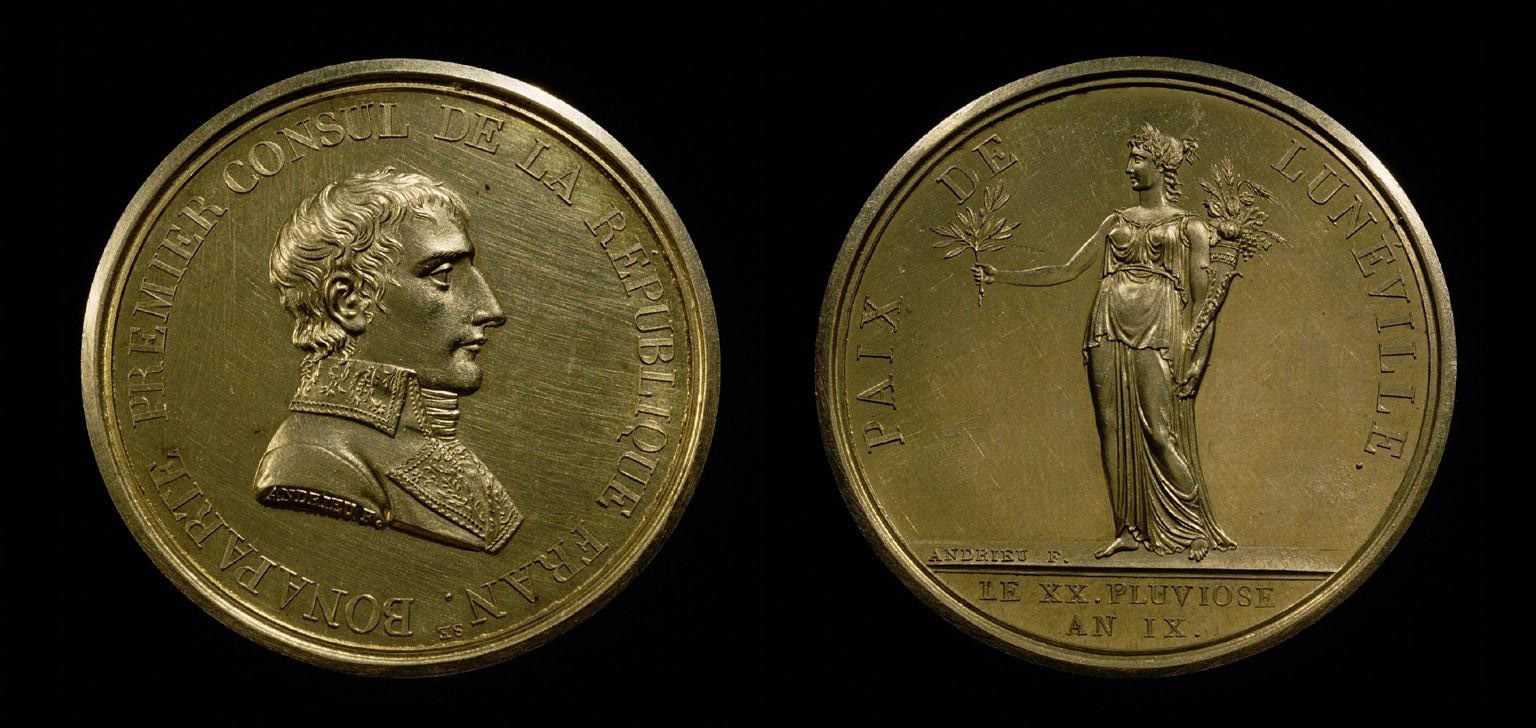
Médaille de 1801 : Bonaparte, Premier consul, et paix de Lunéville.

Le traité de Lunéville confirme pour la France les possessions des Pays-Bas autrichiens, de la principauté de Liège et de la rive gauche du Rhin qui avaient été obtenues par le traité de Campo-Formio en 1797. Le dogme révolutionnaire des frontières naturelles devient alors une réalité. Le royaume de Prusse reçoit entre autres la principauté épiscopale de Paderborn. L'Autriche doit reconnaître la République batave et la République helvétique. En outre, l'article 7 du traité prévoit d'indemniser les princes allemands spoliés par la France. Cela veut dire qu'il faudra leur redistribuer des territoires, ce qui donne à la France une position d'arbitre continental. C'est ainsi que les princes de Linange reçurent en compensation de la perte du comté de Dabo (Meurthe) l'attribution d'Amorbach en Bavière.
Le traité instaure également un équilibre en Italie entre la France et l'Autriche. L'Autriche annexe la principauté épiscopale de Trente et de Bressanone et se voit confirmer les possessions de la Vénétie orientale, l'Istrie, la Dalmatie et les bouches du Cattaro. Elle doit reconnaître la République cisalpine augmentée de Modène et des Légations, et la République ligurienne, placées sous la protection de la France. L'Autriche accepte que le grand-duc de Toscane, frère de l'empereur, perde ses États. Ferdinand III de Toscane reçoit en échange l'archevêché de Salzbourg tandis que le grand-duché de Toscane, transformé en royaume d'Étrurie, est confié à Louis Ier en échange du duché de Parme. La France gagne aussi la principauté du pays de Montbéliard arrachée au duc de Wurtemberg. (Remarque : la principauté épiscopale de Bâle est hors chapitre et déjà annexée par les troupes napoléoniennes).

## Complément: l'armistice d'Artlenburg
Par la convention d'Artlenburg  (ou convention de l'Elbe) le 5 juillet 1803, l'électorat de Hanovre capitule devant les armées de Napoléon.
Depuis le 4 juin 1803, les troupes du général Mortier occupent la capitale, Hanovre, en application de la Convention d'armistice de Sulingen signée le 3 juin 1803. Après la capitulation, les armées de l'électorat de Hanovre prennent leurs quartiers le long de la rive nord de l'Elbe, dans le duché de Saxe-Lauenbourg ; seulement Napoléon refuse la ratification de cette Convention de Sulingen : aussi, le 5 juillet 1803, le comte de Wallmoden-Gimborn, général saxon, est contraint de venir signer à Artlenburg un nouvel armistice, qui stipule cette fois la dissolution pure et simple de l'armée du Hanovre.